# Wiktor Alexandrowitsch Sosnora

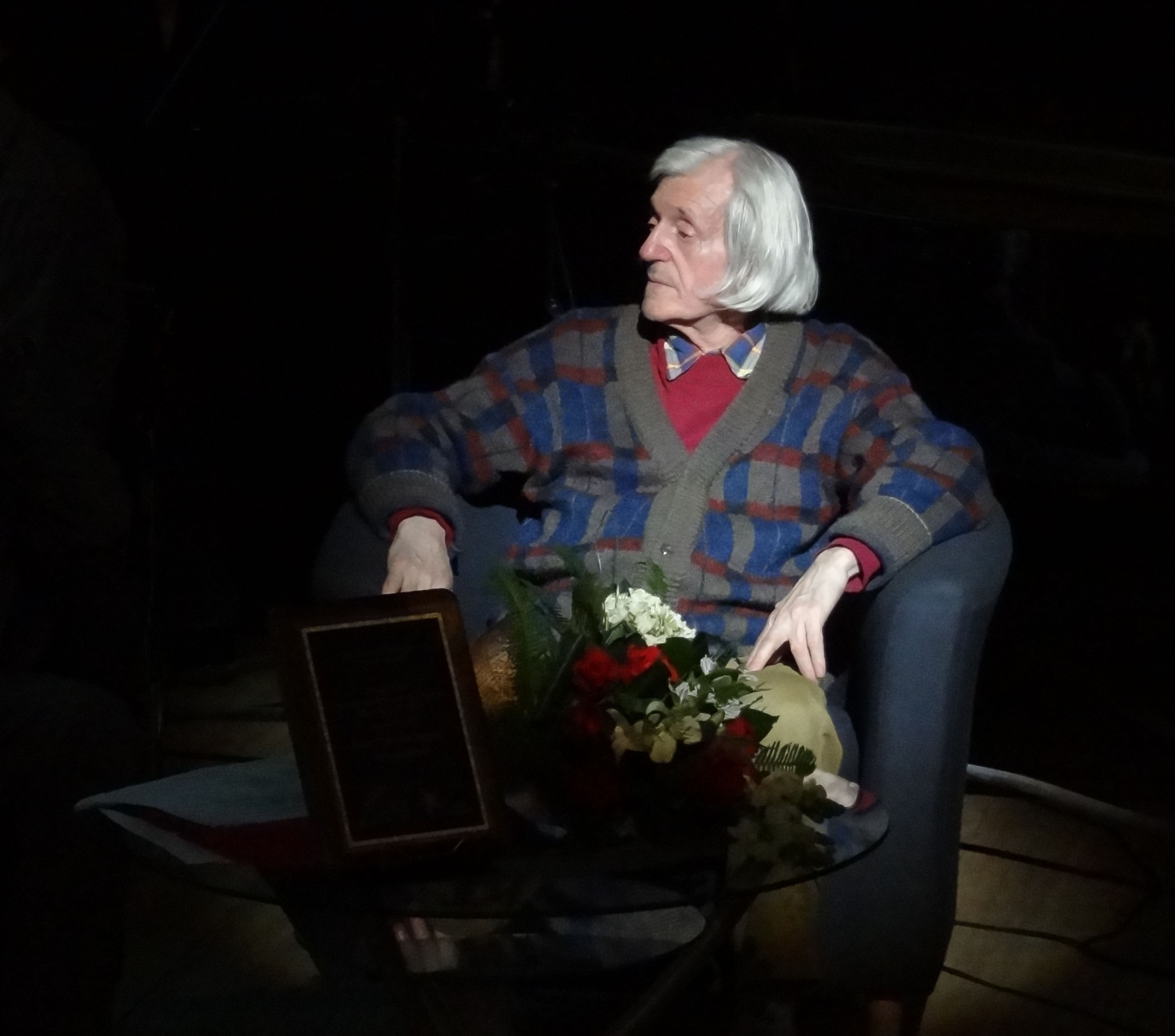
Wiktor Alexandrowitsch Sosnora, 2011

Wiktor Alexandrowitsch Sosnora (russisch Виктор Александрович Соснора; * 28. April 1936 in Alupka, ASSR der Krim, Russische SFSR, Sowjetunion; † 13. Juli 2019 in Sankt Petersburg, Russland) war ein russischer Lyriker, Schriftsteller und Dramatiker. Er gilt als einer der wichtigsten Vertreter der Leningrader/Petersburger Schule.

## Leben
Sosnora wurde als Sohn einer Leningrader Familie von Zirkusartisten geboren, die sich damals gerade dort auf Tournee befanden: Alexander Iwanowitsch Sosnora (1908–1959) und Ewa (Chawa) Wulfowna Gorowatzkaja (1914–1990). Sein Großvater Wulf Gorowatzkij war Rabbiner in Witebsk. Seine Eltern trennten sich, als er ein Kind war; so wuchs er alleine mit seiner Mutter auf. Während der Leningrader Blockade befand er sich 1941–1942 in Leningrad und wurde über die Straße des Lebens aus der belagerten Stadt gerettet. Er fand sich in der besetzten Ukraine wieder, wo er – bis zur Gefangennahme durch die Gestapo – unter Partisanen lebte, die sein Onkel anführte. Der Onkel und die übrigen Partisanen wurden unter den Augen von Wiktor erschossen. Später wurde er von seinem Vater wieder aufgefunden, der zu dieser Zeit eine polnische Einheit kommandierte; mit ihm sah er das Kriegsende in Frankfurt an der Oder. Mit nur neun Jahren lernte er zu schießen. Die Schule besuchte er nach dem Krieg in Warschau, wo sein Vater unter Marschall Konstantin Konstantinowitsch Rokossowski diente, sowie in Archangelsk, Machatschkala und Lemberg. Er beendete die Schule in Lemberg und kehrte danach nach Leningrad zurück, begann ein – nicht abgeschlossenes – Studium an der philosophischen Fakultät der Leningrader Universität, diente von 1955 bis 1958 in der Armee auf Nowaja Semlja, wo er während atomarer Explosionen verstrahlt wurde. 1958–1963 arbeitete er als Schweißer und Elektromonteur in einer Fabrik in Leningrad und studierte gleichzeitig im Fernstudium an der philologischen Fakultät.
1962 erschien sein erstes Buch. Einerseits publizierte er Texte in offiziellen sowjetischen Verlagen, seine Texte wurden aber auch im Samisdat und Tamisdat gedruckt. Sosnora war der einzige Vertreter der offiziellen Schestidesjatniki in Leningrad und reiste häufig ins Ausland – so hielt er Gastvorlesungen in Paris und in den USA, in Vincennes und in Breslau. Zum ersten Mal in der Sowjetunion offiziell gedruckt wurden seine Gedichte im Jahr 1989.
Aus gesundheitlichen Gründen nahm er in seinen letzten Lebensjahren an keinen öffentlichen Veranstaltungen mehr teil. Sosnora lebte bis zu seinem Tod im Juli 2019 in St. Petersburg.
Neben eigenen Dichtungen übersetzte Sosnora in freier Form unter anderem Catull, Oscar Wilde, Edgar Allan Poe, Louis Aragon und Allen Ginsberg.